# Emer de Vattel

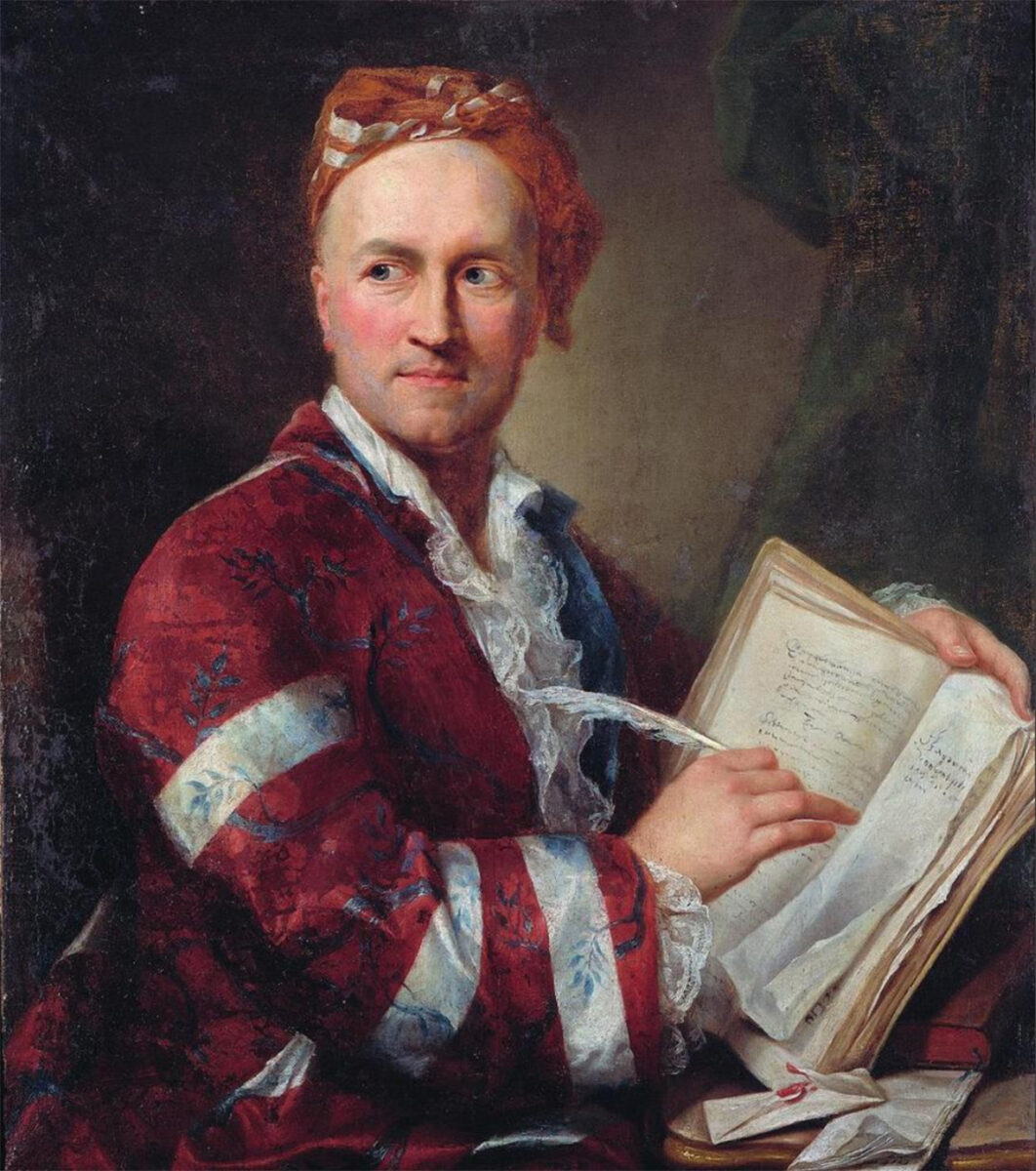
Emer de Vattel

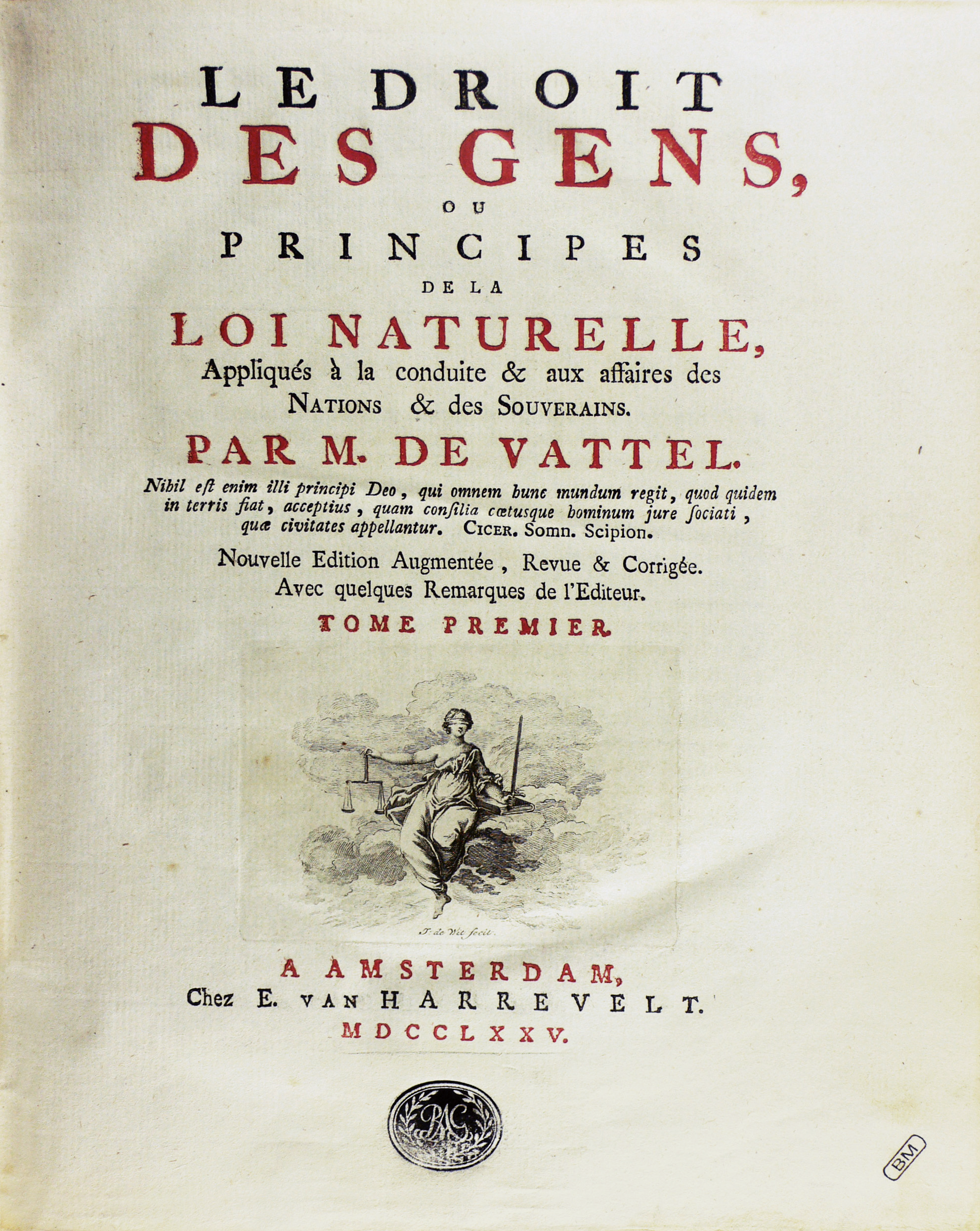
Le droit des gens, 1775.

Emer (Emerich) de Vattel (Couvet, 25 april 1714 – Neuchâtel, 28 december 1767) was een Zwitsers jurist en diplomaat, die in zijn bekendste boek Le droit des gens de systematiek van het moderne volkenrecht uiteenzet. Hij werd geboren in Neuchâtel (toentertijd deel van Pruisen). Vattel is een van de grondleggers van het rechtspositivisme in het volkenrecht, en is in zijn juridische denken beïnvloed door Christian Wolff, Hugo de Groot en Samuel von Pufendorf.
Zijn magnum opus, Le droit des gens ou principes de la loi naturelle appliqués à la conduite et aux affaires des Nations et des Souverains  uit 1758, was lange tijd het belangrijkste handboek op het gebied van internationaal recht. Vattel behandelt onder meer de spanning tussen politieke beginselen als de balance of power en rechtsnormen. Zijn boek was vooral populair in de Verenigde Staten, onder andere vanwege Vattels liberale opvattingen ten aanzien van soevereiniteit en het vertegenwoordigingsbeginsel, en werd zeker in het begin van de 19e eeuw veelvuldig geciteerd in zaken voor het Amerikaanse hooggerechtshof. Het werk werd o.a. gehanteerd door de Founding Fathers bij de opstelling van de Amerikaanse Constitutie in 1787.
Door dit werk verwierf Vattel veel prestige, zodat hij aangesteld werd als adviseur aan het hof van koning Frederik August I van Saksen.